# Sera SA
Die Société d’Études et de Réalisation Automobiles SA, kurz Sera, war ein französischer Hersteller von Automobilen.

## Unternehmensgeschichte
Das Unternehmen aus Paris begann 1959 mit der Produktion von Automobilen. Die erste Präsentation fand im Herbst 1959 auf dem Pariser Automobilsalon statt. Der Markenname lautete Sera. Im Januar 1961 endete die Produktion. Insgesamt entstanden 22 Fahrzeuge.

## Fahrzeuge
Das einzige Modell war der Sera-Panhard, ein kleines Cabriolet. Das Fahrzeug mit abgedeckten Scheinwerfern und Panorama-Windschutzscheibe besaß eine strömungsgünstige Kunststoffkarosserie mit Zentralrohrrahmen, die Aufhängung entsprach der eines originalen Panhard. Den frontgetriebenen Zweisitzer gab es mit 42 PS (31 kW) und 50 PS (37 kW).